# Дієцезія Крка

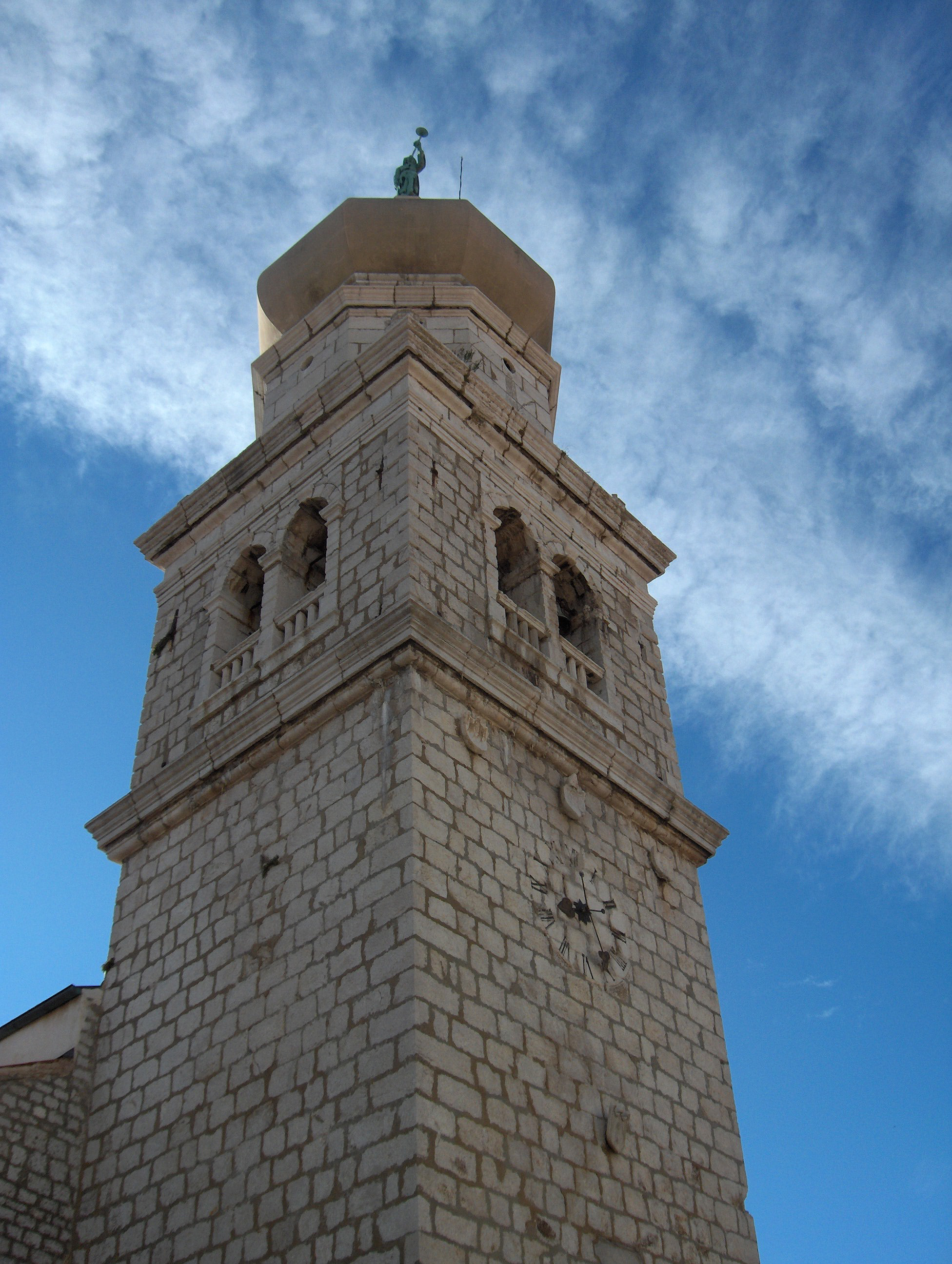
Дзвіниця кафедрального собору

Дієцезія Крка (хорв. Krčka biskupija; лат. Dioecesis Veglensis) — католицька дієцезія латинського обряду в Хорватії з центром в місті Крк. Територія дієцезії поширюється на чотири великих північно-далматинських острова — Крк, Црес, Лошинь та Раб, а також на ряд дрібних островів цього регіону. дієцезія входить до складу митрополії Рієки. Повна назва — дієцезія Крка (Вельї), містить як хорватське, так і італійську назва острова..

## Історія
Дієцезія в Вельє (Крк) заснована в 900 році. Близько 1000 року єпископ Вельї Віталіс брав участь у роботі Сплітсько соборів. Папа Євген III зробив дієцезію суфраганною стосовно архідієцезії Зари (Задара). Після наполеонівських воєн Далмація увійшла до складу Австрійської держави, після цього до дієцезії Вельї були приєднані дві інші стародавні дієцезії: у 1818 році дієцезія Оссеро (Осоріо), а в 1823 році — дієцезія Арбі (Раба). В 1828 році дієцезія Вельї була передана архідієцезії Горіції. Після Другої світової війни дієцезія Крка була підпорядковувана архідієцезії Рієки. З 1989 по 1997 рік дієцезію очолював Йосип Бозанич, що став потім кардиналом і примасом Хорватії.

## Статистика
За даними на 2004 рік в дієцезії налічувалося 36 824 вірних (89,2% населення), 70 священиків і 51 прихід. Кафедральним собором дієцезії є Собор Вознесіння Пресвятої Діви Марії в Крці. З 1998 року дієцезію очолює єпископ Вальтер Жупан (хорв. Valter Župan).